# Zoltán Szankay

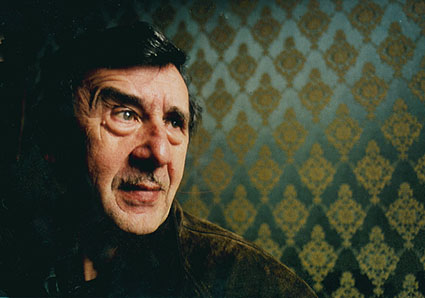
Zoltan Szankay (1992)

Zoltán Szankay (* 2. Mai 1929 in Temesvár, Rumänien; † 12. Januar 2008 in Bremen) war ein Hochschullehrer für Philosophie und Soziologie, politischer Denker, Berater und Publizist.

## Leben

### Familie und Ausbildung
Szankay wurde 1929 als Sohn von Ernö Szankay (Holzkaufmann) und Margarete Beck (Hausfrau) in Temesvár geboren. Er wuchs zweisprachig, als Teil der ungarischen Minderheit in Siebenbürgen, in einer gutsituierten Kaufmannsfamilie auf. Zu Hause wurde hauptsächlich ungarisch, aber auch Deutsch gesprochen. Die Familie zog zusammen mit seiner jüngeren Schwester 1939 nach Budapest, wo er das Piaristen Gymnasium besuchte. 1944 ging die Familie in die Schweiz, wo er 1948 die Matura in deutscher Sprache erwarb und an der Universität Zürich ein Philosophiestudium begann. 1949 musste die Familie die Schweiz verlassen, und er zog nach Argentinien.
Szankay studierte von 1952 bis 1958 Philosophie, Soziologie und Ökonomie an der Universidad de Buenos Aires und machte 1958 sein erstes Staatsexamen. Ab 1959 arbeitete er als Mitarbeiter am Philosophischen Institut der Universidad Nacional de La Plata und promovierte 1963 als Licenciado de Filosofia y Letras mit einer Arbeit über den jungen Hegel. Er übersetzte während der Promotion Werke von Heidegger (Die Frage nach dem Ding), Hegel (Frühschriften) sowie von Martin Buber und Olof Gigon vom Deutschen ins Spanische.
Über ein Graduiertenstipendium der Alexander-von-Humboldt-Stiftung konnte er zwischen 1964 und 1966 seine Studien bei Eugen  Fink und Martin Heidegger in Freiburg sowie anschließend am Frankfurter Institut für Sozialforschung bei Theodor W. Adorno fortsetzen.
Aus erster Ehe hat er zwei Töchter und mit seiner zweiten Frau einen Sohn.

### Beruf
Nach einer Episode als freier Mitarbeiter des Suhrkamp Verlages, einem einjährigen Stipendiat am Institut für Europäische Geschichte in Mainz, sowie einer Assistentenstelle der selbständigen Arbeitsgruppe für Planungsgrundlagen in der Abteilung für Architektur der RWTH Aachen, wurde Szankay 1971 auf den eigens dafür geschaffenen Doppel-Lehrstuhl für Geschichte der modernen Philosophie und Epistemologie der Sozialwissenschaften an die Universität Concepción in Chile berufen. Er konnte die Professur bis 1973 ausüben, wurde im Rahmen des Militärputsches in Chile von General Augusto Pinochet kurzfristig interniert und nach Argentinien ausgewiesen. 
Er ging wieder in die Bundesrepublik und konnte dort zunächst seine frühere Tätigkeit an der RWTH Aachen fortsetzen, wurde 1979 Gastprofessor im Fachbereich Sozialwissenschaften der Universität Bremen und war von 1981 bis 1996 daselbst Wissenschaftlicher Mitarbeiter mit Lehrbefugnis für den Bereich Philosophische Grundlagen der Sozialwissenschaften mit dem Schwerpunkt Zeitgenössische politische Theorie und Philosophie. In Bremen übersetzte er Heideggers Satz vom Grund ins Spanische. Ab 1991 war er deutscher Staatsbürger.
Ab 1996 arbeitete er nach einer Teilpensionierung noch als Lehrbeauftragter der Universität Bremen sowie als Wissenschaftlicher Berater der Fraktion Bündnis 90/Die Grünen im Bremer Landesparlament.

### Politik
Szankay war seit seiner Studentenzeit an den politischen Angelegenheiten der jeweiligen Länder, in denen er lebte, beteiligt. So stand er in Buenos Aires der Sozialistischen Partei nahe und war Mitglied im Studentenverein der 1956 emigrierten Ungarn. Die 68er-Bewegung erlebte er in Frankfurt mit. In Chile vertrat er eine kritische Position innerhalb der Movimiento de Izquierda Revolucionaria (MIR) während der Ära Allendes. Seit 1980 war er Mitglied bei den Grünen. 1988 Mitautor und Herausgeber des Manifests Grüner Aufbruch. Neben seinen wissenschaftlichen Veröffentlichungen schrieb er zahlreiche publizistische Beiträge (u. a. in Kommune).

### Hannah-Arendt-Preis
Szankay ist Initiator und, zusammen mit anderen, Mitbegründer des Hannah-Arendt-Preis für politisches Denken, der mit 7500 € dotiert ist und seit 1995 jährlich im Spätherbst in Bremen vergeben wird. Der Preis wurde mit der Absicht gestiftet, eine öffentlich-politische Auseinandersetzung mit dem politischen Denken Hannah Arendts in Deutschland ins Leben zu rufen. Zu den Preisverleihungen gehörten regelmäßig veranstaltete Tagungen und Kongresse, an denen Szankay bis zu seinem Tod maßgeblich beteiligt war.

## Schriften
Einzelveröffentlichungen
- El ambito initial de la dialectica hegeliana, (Der ursprüngliche Bereich der hegelschen Dialektik), /La apertura politica del vinculo etico-ontologico. Dissertation, Universidad de Buenos Aires, 1963.
- Die argentinische Gewerkschaftsbewegung, Schwartz, Göttingen 1968.
- Neue Sichtbarkeiten und Fragen im Licht der Ereignisse. Universität Bremen, 1990.

Beiträge in Sammelbänden (Auswahl)
- Klassen und Schichten in Lateinamerika, zus. mit I. Izaguirre. In: 0.Negt/Kl.Meschkat, Gesellschaftstrukturen, Suhrkamp, Frankfurt a. M. 1970.
- Was entsteht mit den Neuen Sozialen Bewegungen?, zus. mit A. Evers, in: Grotian/Nelles: Großstadt und Soziale Bewegung, Berlin 1983.
- Eine neue Identität der Friedensbewegung. In: M. Kaldor/Z. Mlynar/D.Esche et al.: Ost-West-Dialog, Der Friede ist unteilbar, Berlin 1985.
- Ist die Grüne Krise noch produktiv zu wenden?. In: Die Grünen: Von der Mühsal der Ebenen, Bonn 1988
- The Green Threshold. In: E. Laclau: The making of political identities, London, New York, Verso, 1994.
- Arendtsche Denkungsart und Öffnungsweisen der Demokratischen Frage. In: Einschnitte, Hannah Arendts politisches Denken heute, Hg. von Antonia Grunenberg und Lothar Probst, Edition Temmen, Bremen 1995.
- Was heißt Widerstand gegen Entpolitisierung? Was auf dem Spiel steht. In: Herfried Münklers Herausforderung an die hegemonische Denkweise des Politischen, Kann man einen in Deutschland blockierten Diskurs über die republikanische Einbettung des Demokratischen aufbrechen?, Hg. von Wolfgang Röhr, ad fontes, Hamburg 2001.

Übersetzungen (Auswahl)
- Olof Gigon: Problemas fundamentales de la Filosofia antigua, Compañia general fabril, Buenos Aires 1962.
- Georg Wilhelm Friedrich Hegel: Escritos de juventud, Fondo de Cultura Económica, imp., México 1978.
- Martin Heidegger: La pregunta por la cosa: la doctrina Kantiana de los principios trancendentales. Orbis, Barcelona 1986.